# Fabrice Meddour

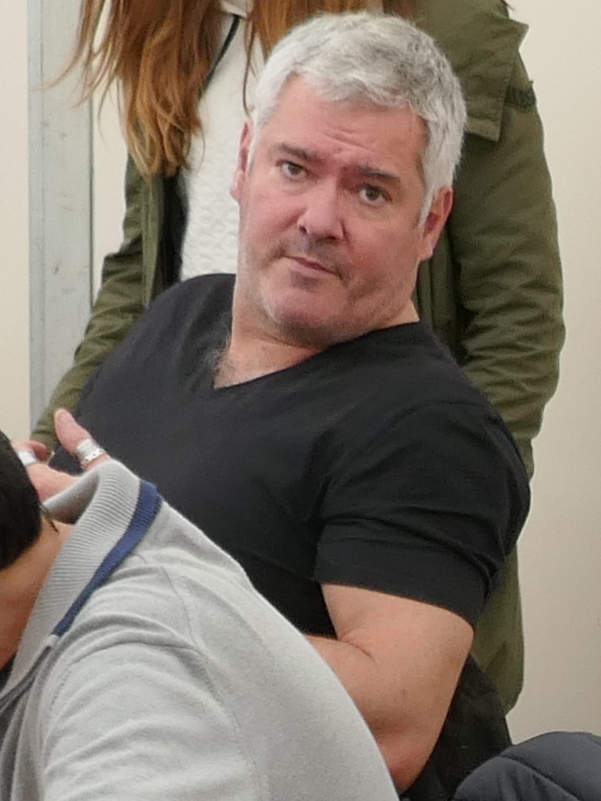
Fabrice Meddour in 2017

Fabrice Meddour, (20 juni 1966) is een Franse striptekenaar.
Hij won het Gouden Kalf van het festival Plates and Cows in april 2016.

## Werk
- Ganarah,

1. Les Larmes d'Armon Zurath,
2. Un Palais, des arbres et des fruits rouges sang, 2006
3. Les Voix du passé, 2010

- Les Filles de Soleil,

Tome 12, 2008
- De orde van de drakenridders, scenario Ange,

8. Het koor van de duisternis, 2011
- Gilles de Carpe, scenario Philippe Chanoinat,

1. Quand le Démon de Midi Mabite, 2004

- Guerrières celtes, dessins collectifs, 2009
- Hispañola,

1. Het serum, 1997, Arboris
2. De grote stilte, 1998
3. Viky, 1999
4. De erfgenamen, 20002

- John Arthur Livingstone - De koning van de apen, scenario Philippe Bonifay, Daedalus

1. Deel 1, 2013

- Le Diable, scenario Mathieu Gallié, Thomas Mosdi, Florenci Clavé en Fabrice Meddour, tekeningen Guillaume Sorel, Catherine Simoni, Fabrice Meddour, Olivier Ledroit, Florenci Clavé, Freddy Emm, Chanteloup en T. Coquelet, 1993
- Het seizoen van de assen, scenario Philippe Mouret,

1. Voor alles, 1999
2. Papegaï, 1999
3. Papegaï, 2001

- De pijl van Nemrod, scenario Laurent-Frédéric Bollée,

4. De machine, tekeningen Griffo en Fabrice Meddour, 2009
- Un corps en trop - Les troubles des conduites alimentaires chez l’adolescent, scénario de Xavier Pommereau, Marie-Noëlle Pichard en Aurélie Souchard, éd. Narratives, 2009
- Waar sprookjes vandaan komen

1. Blaubaard, 2014, Glenat
2. Sneeuwwitje, 2014

- Bibliothèque nationale de France: cb133306320 (data)
- International Standard Name Identifier: 0000 0000 1261 3809
- Library of Congress Control Number: n2015065960
- Nederlandse Thesaurus van Auteursnamen: 168343150
- Système universitaire de documentation: 035702915
- Virtual International Authority File: 66612028
- WorldCat: E39PBJgMwKky7B3gvpHp7rckjC